# جوهرآباد، پاکستان
جوهرآباد (به انگلیسی: Jauharabad) یک روستا در پاکستان است که در ناحیه خوشاب واقع شده‌است. جوهرآباد ۴۶٬۰۰۰ نفر جمعیت دارد.